# Caletta (Bucht)

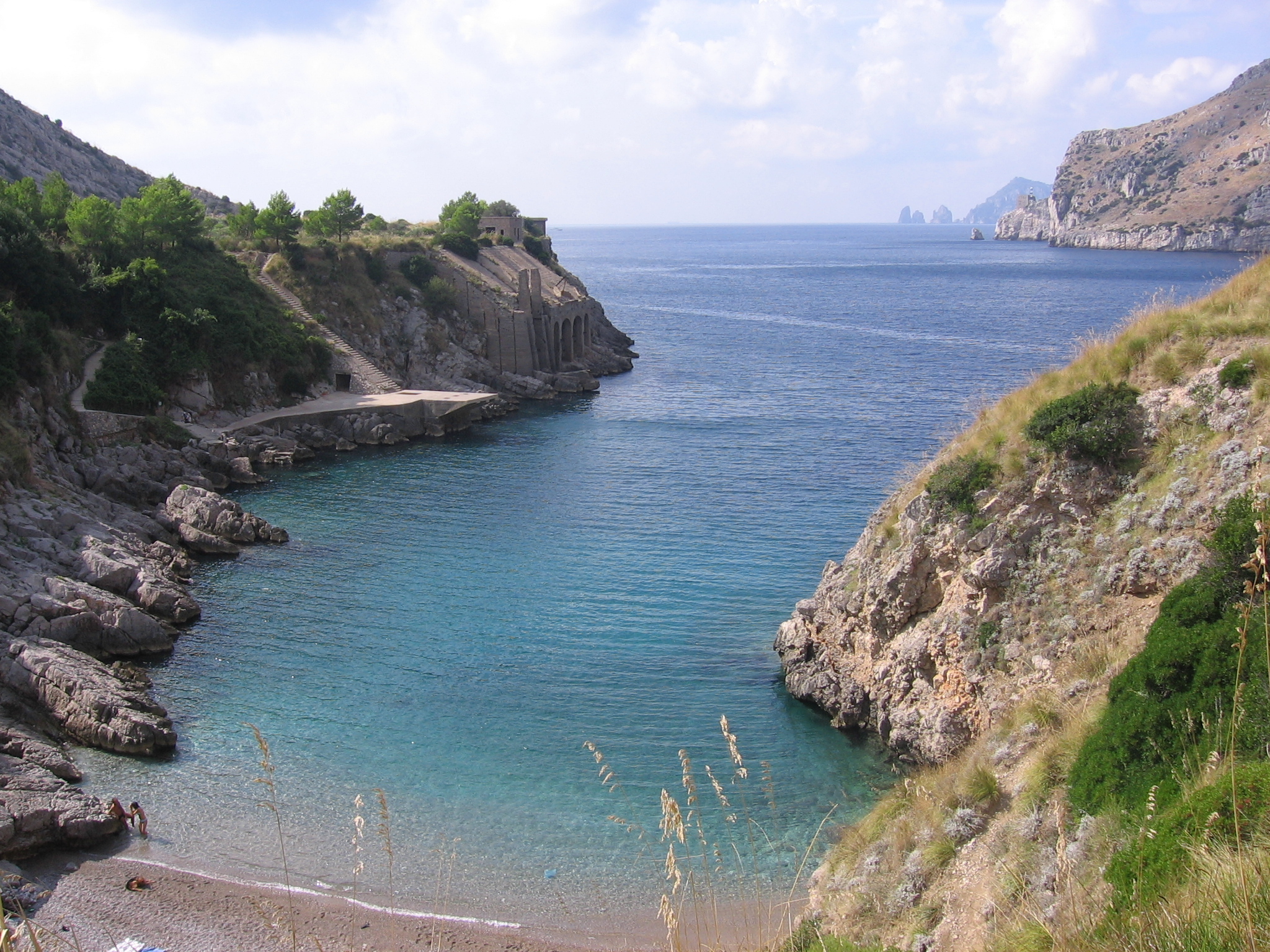
Eine Caletta am Golf von Salerno mit Blick auf Capri

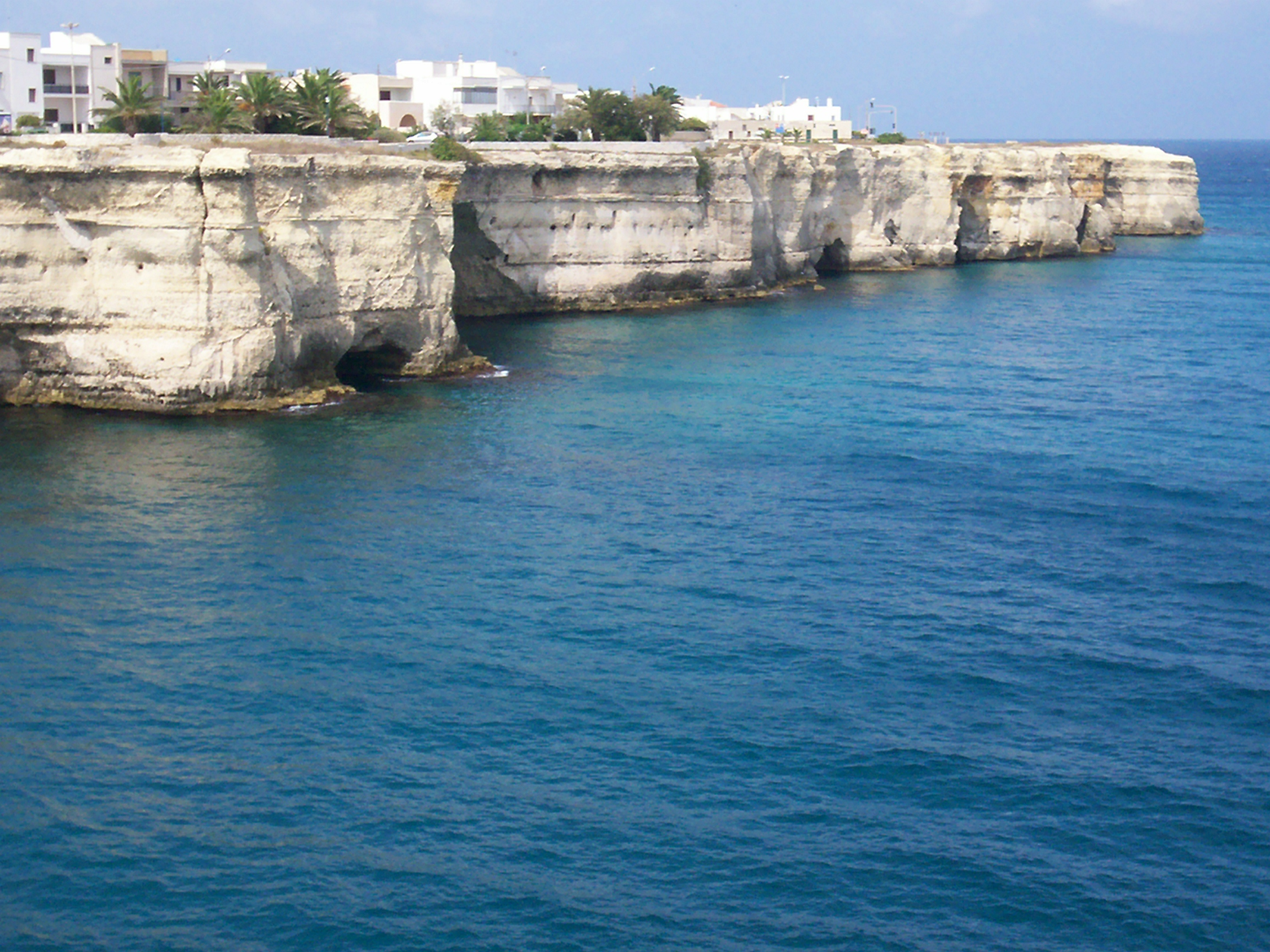
Caletta in Torre dell’Orso

Unter einer Caletta versteht man eine besondere Form von Buchten.

## Beschreibung
Im romanischsprachigen Raum (Italien, Spanien) tauchen besonders häufig calettas bzw. caletas  als Bezeichnung für kleinere Buchten auf. Das Wort calet(t)a leitet sich hierbei von dem Wort cala ab, was so viel wie kleine Bucht bedeutet. Besonders im Süden Italiens (Kampanien und Sizilien) sind calettas verbreitet.

## Sonstiges
Caletta steht in Italien bzw. Caleta in Spanien auch für einige Orts- und Straßennamen, sowie als Familienname in Italien.